# Mesochorus pinarae
Mesochorus pinarae är en stekelart som beskrevs av Girault 1932. Mesochorus pinarae ingår i släktet Mesochorus och familjen brokparasitsteklar. Inga underarter finns listade i Catalogue of Life.